# Ixora confertiflora
Ixora confertiflora är en måreväxtart som beskrevs av Elmer Drew Merrill. Ixora confertiflora ingår i släktet Ixora och familjen måreväxter. Inga underarter finns listade i Catalogue of Life.